# Leonardo Leyva Martinez
Leonardo Leyva Martinez (ur. 23 marca 1990 w Hawanie) – kubański siatkarz, grający na pozycji atakującego, był reprezentantem Kuby.

## Sukcesy klubowe
Liga portorykańska:
- 2012

Liga południowokoreańska:
- 2013, 2014, 2025[5]
- 2015, 2024[6]

Liga chińska:
- 2019
- 2017, 2018

## Sukcesy reprezentacyjne
Mistrzostwa Świata Juniorów:
- 2009

## Nagrody indywidualne
- 2012: MVP ligi portorykańskiej
- 2013: MVP, najlepszy atakujący i punktujący ligi koreańskiej